# En Vogue
Az En Vogue amerikai R&B/pop énekegyüttes, melynek tagjai Terry Ellis, Dawn Robinson, Cindy Herron és Maxine Jones. 1989-ben alakultak Oaklandben.
Világszerte több mint 30 millió lemezt adtak el, és minden idők legjobb női énekegyüttesei közé sorolják őket. Az együttes hét MTV Video Music Awards díjat, három Soul Train-díjat és két American Music Awards dijat nyert, illetve hét Grammy-díjra jelölték őket. 1999-ben a Billboard magazin az 1990-es évek tizenkilencedik legsikeresebb előadójának nevezte, és a második legsikeresebb női együttesnek. 2015-ben a Billboard a kilencedik legsikeresebb lányegyüttesnek nevezte őket. Két daluk is szerepel a Billboard „minden idők legsikeresebb lányegyüttes által előadott dalai” listáján: a Don't Let Go (Love) (#12) és a Hold On (#23).
Az 1980-as évek közepén Denzil Foster és Thomas McElroy elhatározták, hogy alapítanak egy modern kori lányegyüttest az 1950-es/60-as évek lányegyütteseinek mintájára. Tervük az volt, hogy olyan énekeseket toborozzanak, akiknek jó hangjuk van, jól néznek ki és intelligensek is. Az 1988-as meghallgatásra körülbelül 3000 nő jelentkezett, végül Dawn Robinsont, Cindy Herront és Maxine Jones-t választották. Eredetileg trióként indultak, majd Foster és McElroy elhatározták, hogy végül kvartettként fog működni az együttes, mikor hallották Terry Ellist. Nevük eredetileg 4-U volt, de hamar Vogue-ra változtatták, de ezt is kénytelenek voltak megváltoztatni, mivel egy másik együttes már használta a Vogue nevet. Így lett En Vogue a nevük. Első nagylemezük 1990-ben jelent meg.

## Tagok
- Terry Ellis (1989–)
- Cindy Herron (1989–)
- Rhona Bennett (2003–2005; 2006–2008; 2012–)

Korábbi tagok
- Maxine Jones (1989–2001; 2003–2012)
- Dawn Robinson (1989–1997; 2005; 2008–2011)
- Amanda Cole (2001–2003)

## Diszkográfia
- Born to Sing (1990)
- Funky Divas (1992)
- EV3 (1997)
- Masterpiece Theatre (2000)
- The Gift of Christmas (2002)
- Soul Flower (2004)
- Electric Café (2018)